# 아방고
아방고(AvantGo)는 개인 정보 단말기(PDA) 등의 간헐적으로 연결되는 모바일 장치들과 당시 초창기 스마트폰에 온전한 W3C 호환 브라우저 경험 제공에 초점을 둔 기술 기업이었다. 아방고의 브라우저는 실시간 인터넷 접속과 함께 동작할 수 있었으나 핵심 기술로서 장치와의 웹 페이지 동기화 기능이 제공되어(폼과 자바스크립트 포함) 사용자가 오프라인 중에도 이 페이지들과 통신하여 이후 장치가 동기화될 때 (주로 HTTP POST 메시지) 결과물을 포워드할 수 있다.

## 역사
아방고는 1997년 설립되었으며 샌머테이오에 위치하였다. 직원 수는 400명 정도로 증가하였으며 2000년 9월 28일 공개되었다. IPO 가격대는 주당 $12였다. 2002년 12월 12일, 이 기업은 3800만 달러에 Sybase에 인수되었다.
2008년 6월을 기점으로 아방고는 자사의 메인 페이지와 장치 웹 브라우저에 모든 동기화 및 채널 서비스들은 2009년 6월 30일 종료된다고 표시되었다.
아방고 서비스는 현재 사이베이스의 자회사 사이베이스 365에 의해 소유, 운영되고 있다.